# Марек Йендрашевски
Ма̀рек Йендрашѐвски (на полски: Marek Jędraszewski) е полски римокатолически духовник, професор на богословските науки, викарен епископ на Познанската архиепархия и титулярен епископ на Форум Попили (1997 – 2012), лодзки архиепископ митрополит (2012 – 2017), заместник-председател на Полската епископална конференция от 2014 година, краковски архиепископ митрополит от 2017 година.

## Биография
Марек Йендрашевски е роден на 24 юли 1949 година в Познан. През 1967 година завършва Първи общообразователен лицей „Карол Марчинковски“ в родния си град. В периода 1967 – 1973 година учи в Архиепископската духовна семинария и Папския богословски факултет в Познан. На 24 май 1973 година е ръкоположен за свещеник от Антони Бараняк, познански архиепископ митрополит. Следващите две години служи като викарий в енорията „Св. Мартин“ в Одолянов. От 1975 година специализира в Папския Гигориански университет в Рим. Там през 1979 година защитава докторска дисертация по философия на тема: „Интерсубективни отношения във философията на Левинас“ (на италиански: Le relazioni intersoggettive nella filosofia di Levinas). В 1980 година започва да преподава в Папския богословски факултет в Познан. През 1991 година се хабилитира в Папската богословска академия в Краков. От 1996 година е гост-професор в Папския Латерански университет в Рим.

На 17 май 1977 година папа Йоан Павел II го номинира за викарен епископ на Познанската архиепархия и титулярен епископ на Форум Попили. Приема епископско посвещение (хиротония) на 29 юни от ръката на Юлиуш Пец, познански архиепископ, в съслужие със Зенон Грохолевски, титулярен епископ на Акропол и Мариан Пшикуцки, шчечинско-каменски архиепископ. На 26 ноември 1998 година е назначен за професор в Богословския факултет на Познанския университет, като от 7 декември е ръководител на катедра „Християнска философия“. На 2 януари 2002 година му е присъдена научната титла „професор на богословските науки“.
На 11 юли 2012 година папа Бенедикт XVI го номинира за лодзки архиепископ митрополит. Приема канонично архиепархията и влиза в Лодзката архикатедрала на 8 септември, в деня на Рождество Богородично. В 2014 година е избран за заместник-ръководител на Полската епископална конференция. На 8 декември е номиниран за краковски архиепископ митрополит от папа Франциск. Приема канонично архиепархията и влиза във Вавелската архикатедрала като архиепископ на 28 януари 2017 година.